# Raionul Ohtîrka, Sumî
Ohtîrka (în ucraineană Охтирський район, transliterat: Ohtîrskîi raion) este un raion în regiunea Sumî, Ucraina. Are reședința la Ohtîrka.
Are o suprafață de 3.196,6 km². Populația este de 125.600 locuitori, determinată în 2020.